# Pascal Leroy
Pascal Leroy (né le 20 avril 1958 à La Rochelle) est un cavalier français de concours complet d'équitation de niveau international. Sa profession habituelle est gérant de centre équestre.

## Principaux palmarès
- 2001 : Vainqueur par équipe CCIO*** de Boekelo avec Belouga de Seye
- 2003 : 5e de la finale Coupe du Monde de Pau avec Eesterling du Léou
- 2009 : 
  - 3e du CCI**** de Pau avec Minos de Pétra
  - 5e du CCI** de Lignières avec Minos de Petra
  - 22e des Championnats d'Europe avec Glenburny du Léou
  - 10e du CICW*** de Gatcombe (GB) avec Glenburny du Léou
- 2010
  - 11e du CCI**** de Luhmühlen avec Glenburny du léou
  - 25e CCI**** de Badminton avec Minos de Pétra
  - 6e du Championnat de France à Pompadour avec Glenburny du Léou
  - 4e Pro Elite grand Prix - Grand National avec Glenburny du Léou
  - 3e de la Pro 2 avec Olympe de Buissy et 9e de la Pro 2 avec Ea de Petra

Source : Fédération française d'équitation